# Maserati Medici

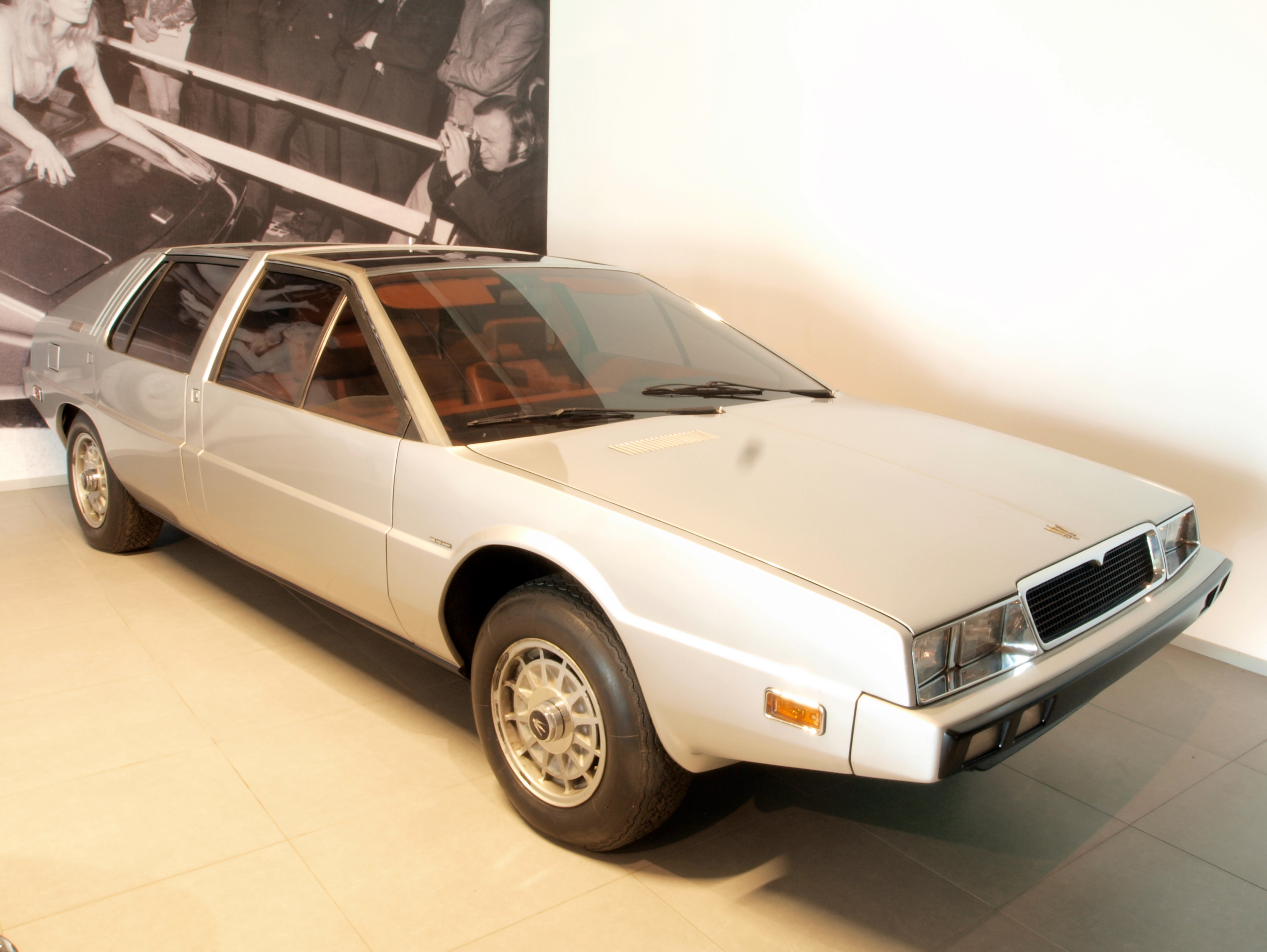
Maserati Medici II

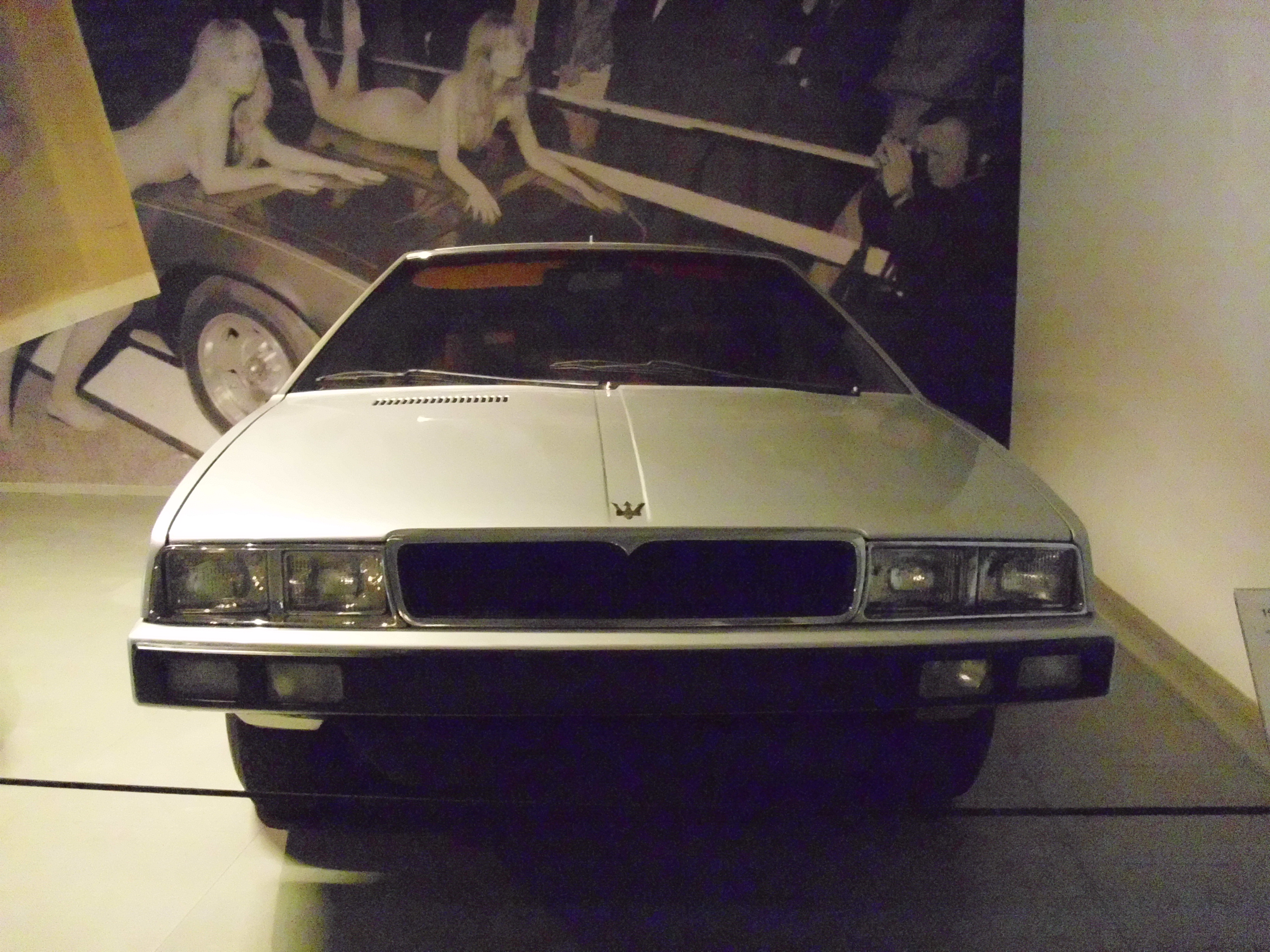
Front

Der Maserati Medici ist ein Konzeptfahrzeug, das das Turiner Designstudio Italdesign in den 1970er-Jahren auf Basis eines Maserati entwickelte und das 1974 bzw. 1976 in zwei leicht voneinander abweichenden Exemplaren als Medici I und Medici II hergestellt wurde. Die Gestaltung des Autos geht auf den Designer Giorgio Giugiaro zurück. Der Medici beeinflusste die äußere Form zahlreicher Serienfahrzeuge der späten 1970er-Jahre. Seine Bezeichnung erinnert an die Florentiner Familie gleichen Namens, die in der Renaissance zu den einflussreichsten Familien Italiens gehörte.

## Konzept
Der Maserati Medici war eine Designstudie für eine Sportlimousine der Oberklasse. Beide Versionen des Medici waren als viertürige Schräghecklimousine mit Frontmotor gestaltet. Sie waren auf der verlängerten Plattform des Maserati Indy aufgebaut; als Antrieb diente ein 4,9 Liter großer Maserati-Motor, der vorn längs eingebaut war. Beide Exemplare waren fahrbereit.

### Medici I
Der Medici I entstand im Frühjahr 1974. Das Fahrzeug hatte im Bereich des Fahrgastraums eine waagerecht verlaufende Gürtellinie.
Charakteristisches Merkmal des Medici I war eine trapezförmige C-Säule, die zum Dach hin sehr schmal und unten um ein Vielfaches breiter war. Insgesamt entstand der Eindruck, als liefe die Heckpartie des Wagens nach oben hin spitz zu. Diese Form wurde vielfach mit einem Bumerang assoziiert. Diese Linienführung fand sich bei zahlreichen  Serienfahrzeugen, die Giugiaro später entwarf. Bei einigen von ihnen wie etwa dem Lancia Delta I oder dem Audi Coupé (B2) war die C-Säule aus Blech, andere Fahrzeuge wie beispielsweise der Audi 80 (B2) oder der Yugo Florida hatten ein zusätzliches trapezförmiges Fenster in der C-Säule.
Die Frontpartie des Medici I ähnelte stark dem 1972 ebenfalls von Giugiaro gestalteten (namenlosen) Maserati Coupé 2+2, das als Nachfolger des Indy im Gespräch gewesen war. Sie lief spitz zu und hatte Klappscheinwerfer.
Im Innern war der Medici I als Sechssitzer konzipiert. Hinter den beiden Vordersitzen fanden sich zwei Sitzbänke, die gegenüberliegend installiert waren; die Passagiere in der mittleren Reihe saßen also entgegen der Fahrtrichtung. Die Platzverhältnisse waren jedenfalls bei voller Besetzung des Fonds beengt. Die Knie eines Passagiers berührten den Unterkörper des ihm gegenüber sitzenden Fahrgasts.
Der Medici I wurde im April 1974 auf dem Turiner Autosalon erstmals öffentlich gezeigt. Er gehört zur Sammlung des Louwman Museums in Den Haag.

### Medici II
Der 1976 vorgestellte Medici II war im Gegensatz zum Medici I ein reiner Viersitzer. Äußerlich unterschied er sich von seinem Vorgänger nur durch die Gestaltung der Frontpartie. Anstelle der abfallenden Linie des Medici I trug der Medici II eine hohe Frontpartie. Tatsächlich fielen allerdings die vorderen Kotflügel auch beim Medici II nach vorne ab; der Neigungswinkel war aber deutlich geringer als beim Vorgänger. Es entstand der Eindruck, als setze die Frontpartie die waagerechte Gürtellinie fort. An der Wagenfront befanden sich vier hoch angesetzte eckige Scheinwerfer, die einen eckigen, in Chrom eingefassten Kühlergrill einrahmten. Mit der hohen Frontpartie griff Giugiaro ein Gestaltungsmerkmal auf, das er erstmals beim De Tomaso Mangusta verwirklicht hatte und sich beim VW Golf I von 1974 erstmals an einem Großserienfahrzeug fand.
Der Medici II gilt als stilistischer Vorgänger des Maserati Quattroporte III, der 1976 vorgestellt und ab 1979 in Serie produziert wurde. Der DeLorean DMC-12 ist in stilistischer Hinsicht eine zweitürige Version des Medici II; für ihn wurden zahlreiche Merkmale des Medici II übernommen. Gleiches gilt für den viertürigen Lancia Delta I, der eine verkürzte Version des Medici II ist. Die hohe Frontpartie fand sich darüber hinaus auch bei vielen anderen Fahrzeugen, die Giugiaro in den späten 1970er-Jahren entwickelte, darunter dem Audi Coupé. Auch das von Pierangelo Andreani gestaltete Maserati-Biturbo-Coupé griff die Medici-Linien erkennbar auf. Der amerikanische Ford-Konzern übernahm Elemente des Frontdesigns für die zweite Version des Mercury Capri.
Der Medici II wurde auf dem Pariser Autosalon 1976 ausgestellt und 1977 an Mohammad Reza Pahlavi, den Schah von Persien, verkauft, der eine Vorliebe für Maserati-Modelle hatte. Das Auto steht heute in der Louwman Collection in Den Haag.

## Galerie: Vom Maserati Medici beeinflusste Serienfahrzeuge

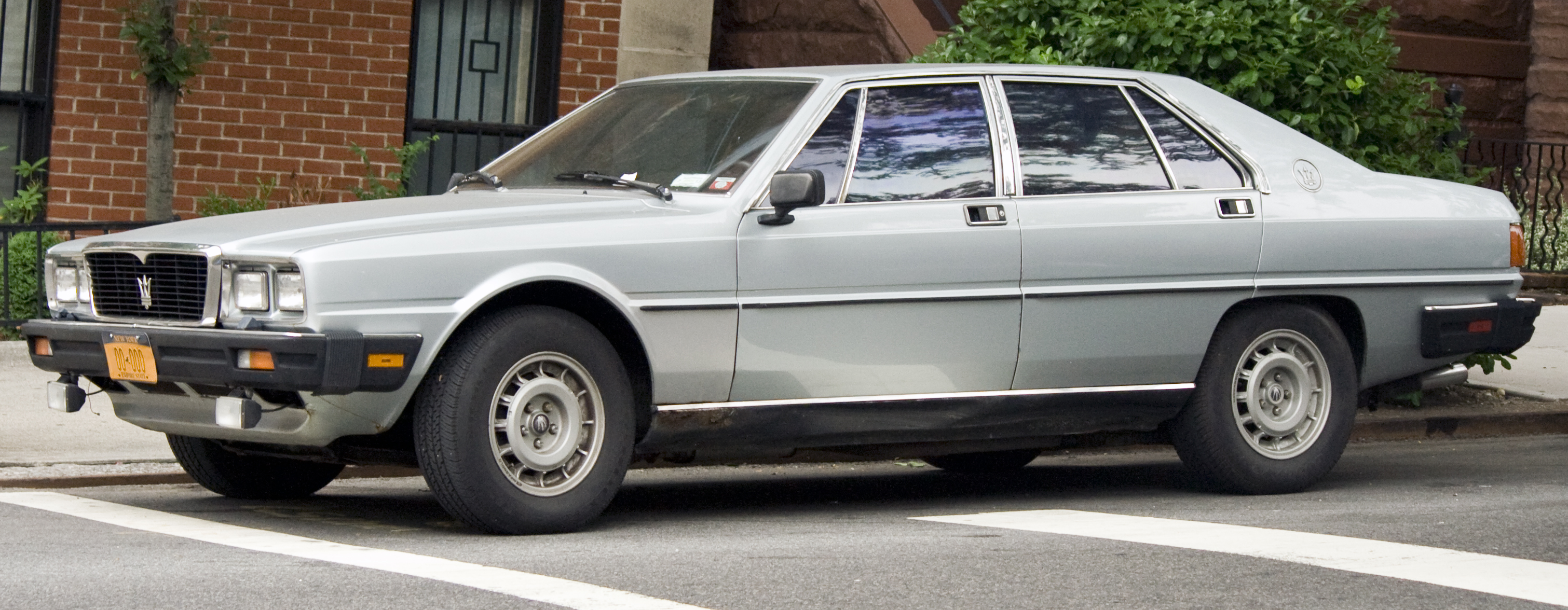
Maserati Quattroporte III
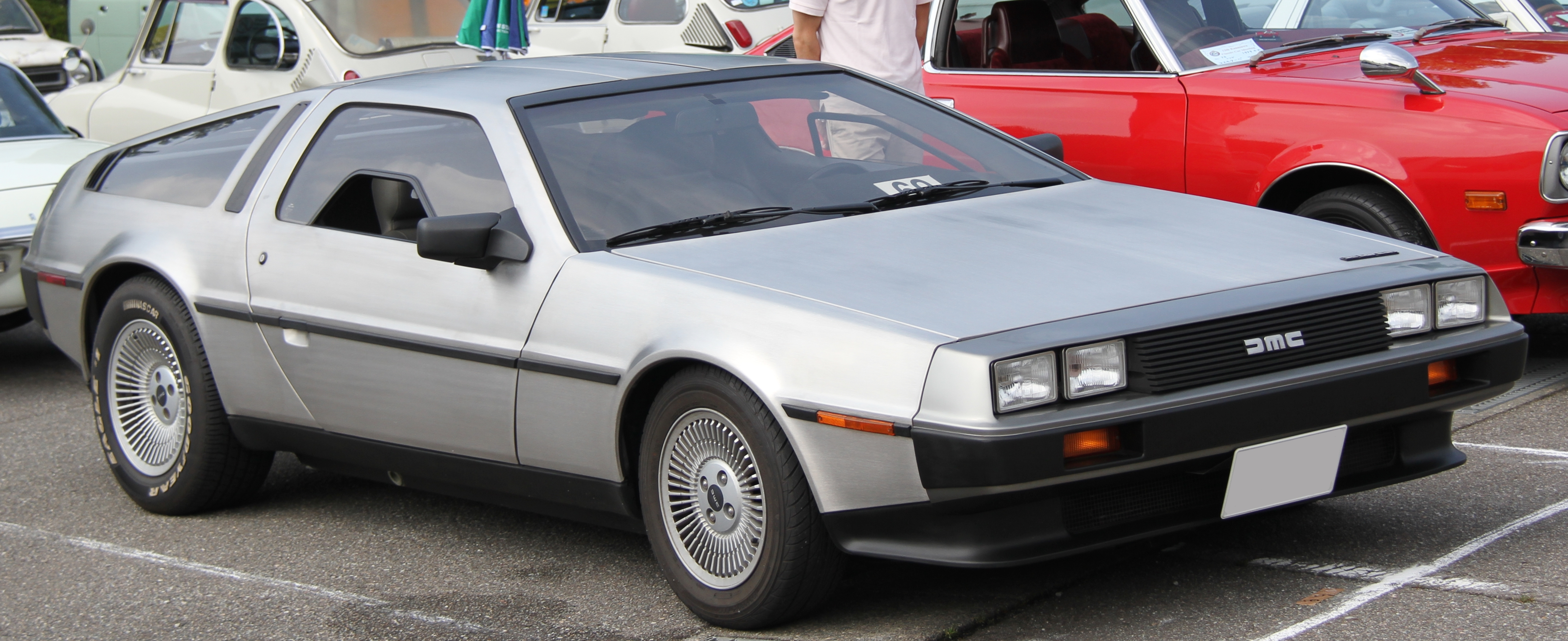
DeLorean DMC-12
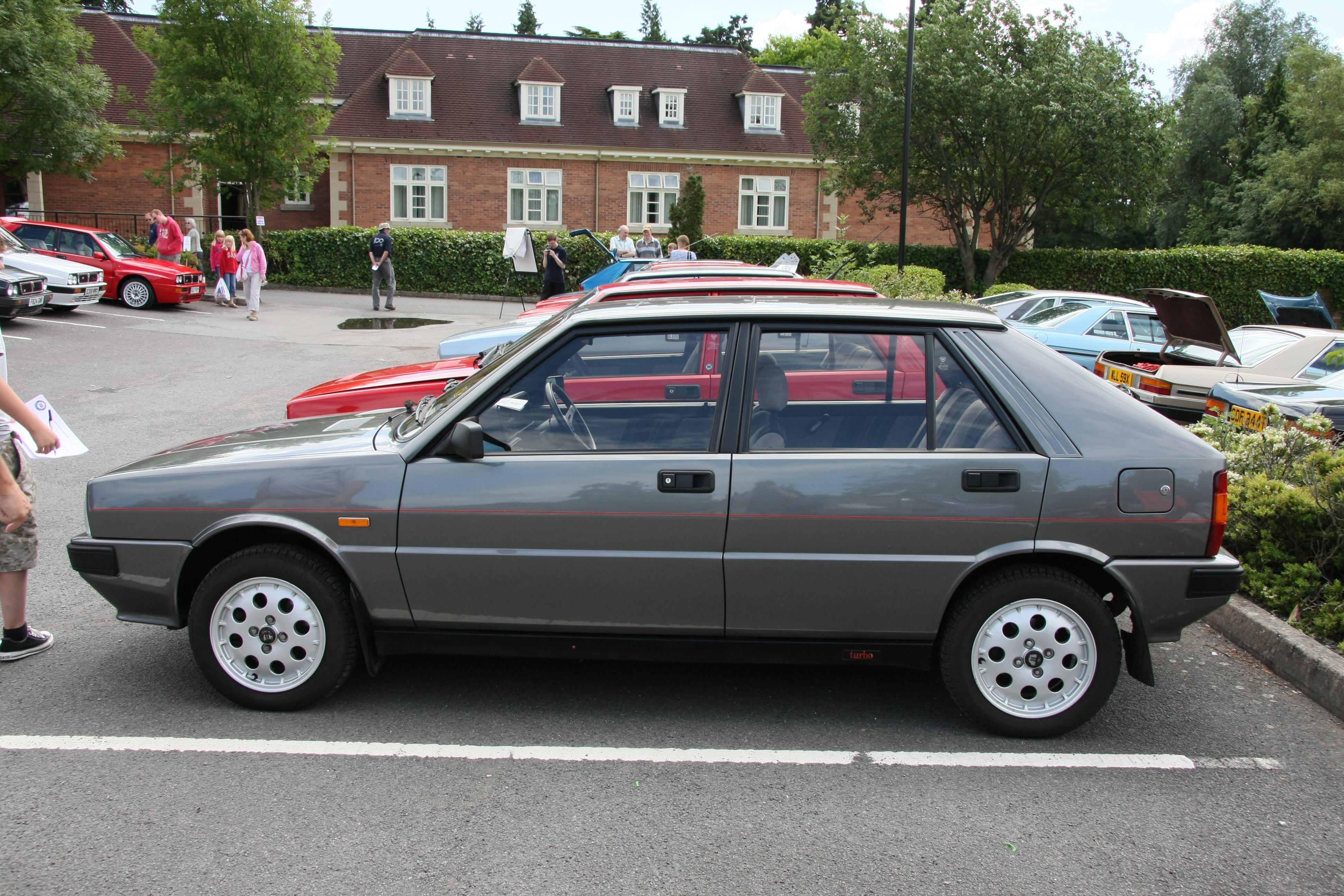
Lancia Delta I
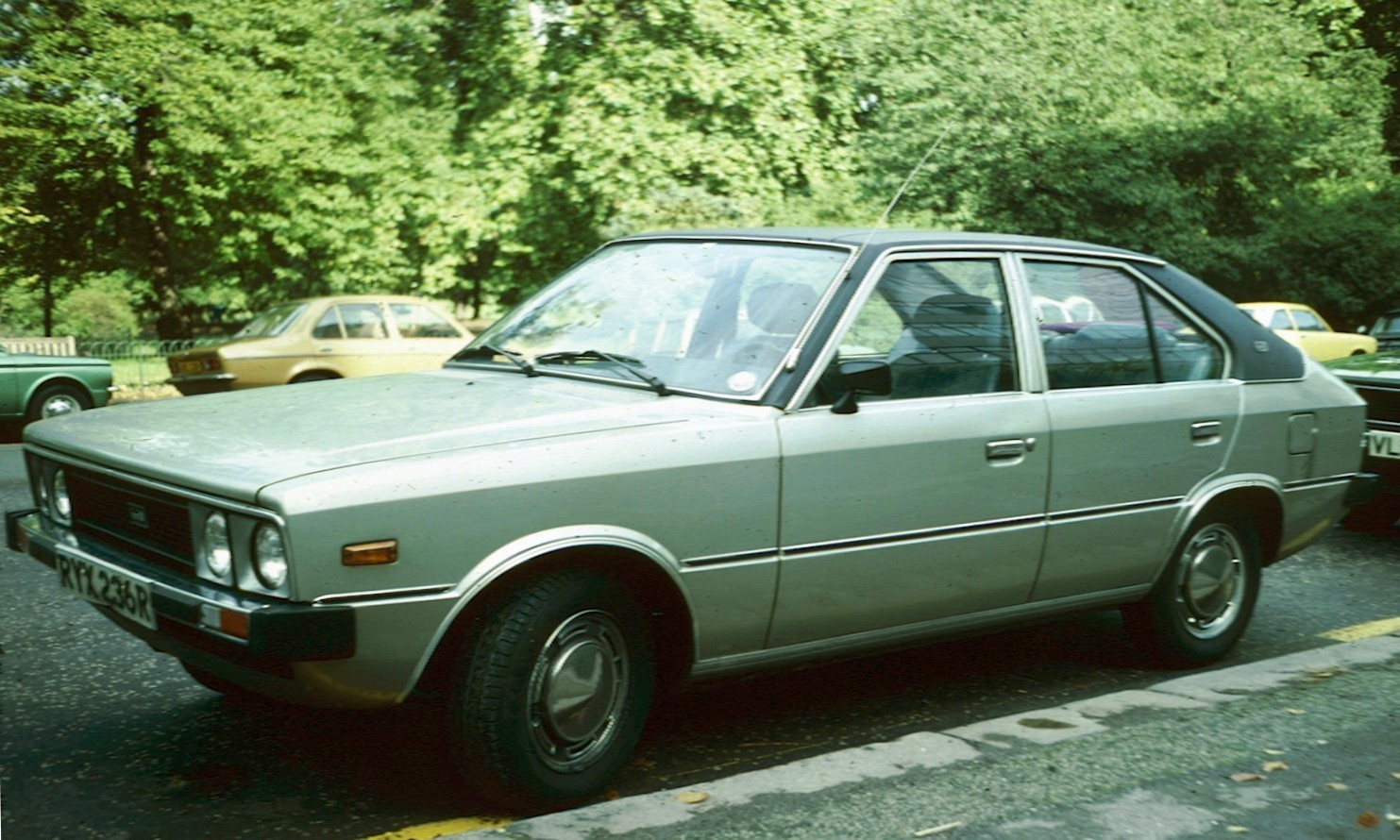
Hyundai Pony
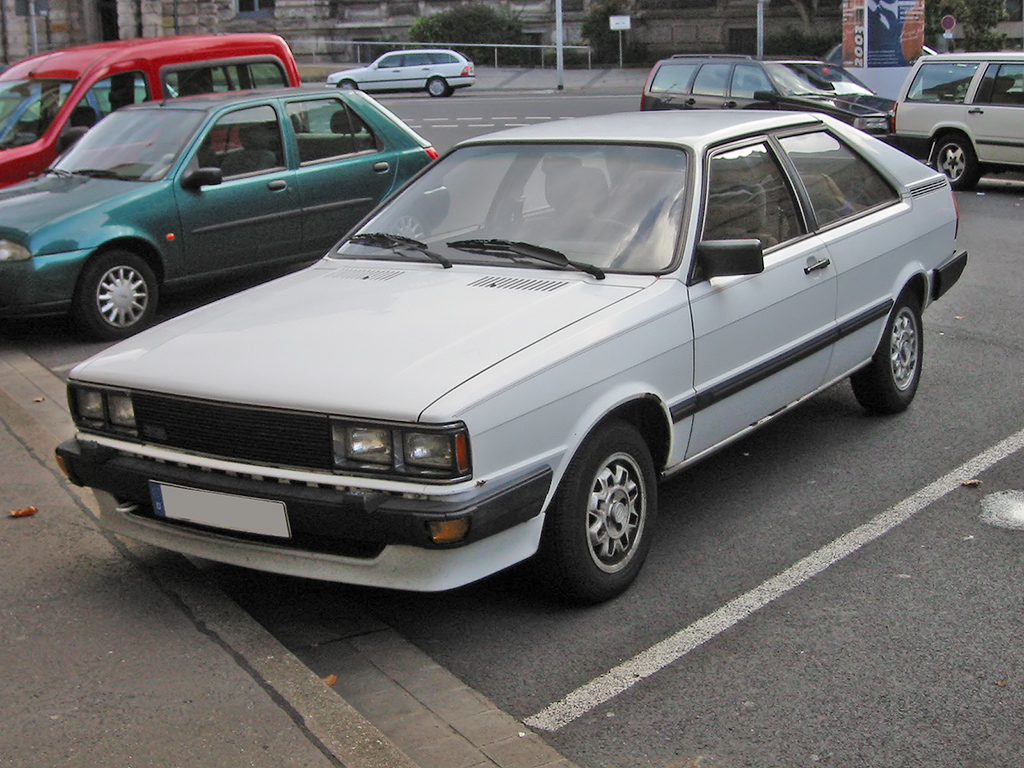
Audi Coupé
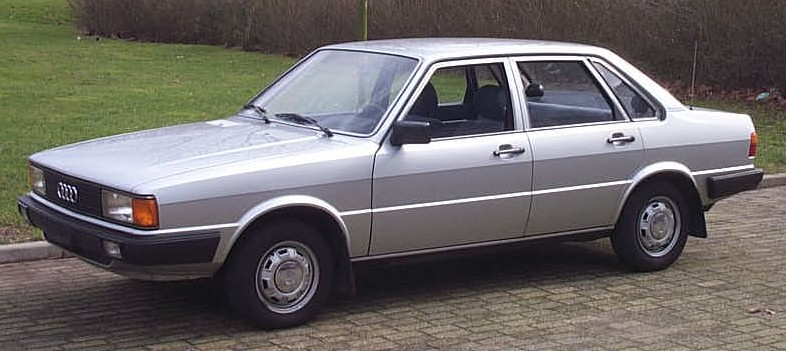
Audi 80
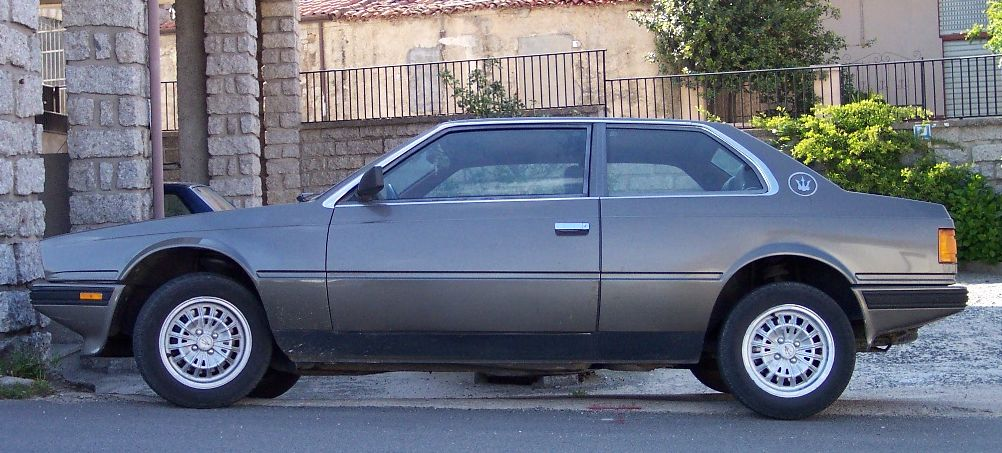
Maserati Biturbo
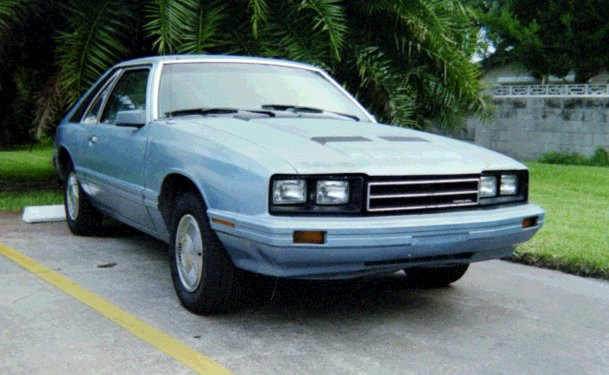
Mercury Capri (1978)